# Euphoria solidula
Euphoria solidula är en skalbaggsart som beskrevs av Thomas Casey 1915. Euphoria solidula ingår i släktet Euphoria och familjen Cetoniidae. Inga underarter finns listade i Catalogue of Life.